# Férfi kajak kettes 1000 méter a 2008. évi nyári olimpiai játékokon
A 2008. évi nyári olimpiai játékokon a kajak-kenu férfi kajak kettes 1000 méteres versenyszámát augusztus 18. és 22. között rendezték a Shunyi olimpiai parkban.
Minden kajak kettes az előfutamokban kezdte a küzdelmeket. Az előfutamok első három helyezettjei automatikusan kvalifikálták magukat a döntőbe, a mögöttük célba érők pedig az elődöntőbe jutottak. Az elődöntő első három helyezettjei csatlakoztak a döntő mezőnyéhez.
Az előfutamokat augusztus 18-án, az elődöntőt augusztus 20-án, a döntőt augusztus 22-én bonyolították le.

## Eredmények
Az időeredmények másodpercben értendők. A rövidítések jelentése a következő:
| - QF: döntőbe jutás helyezés alapján - QS: elődöntőbe jutás helyezés alapján | - DSQ: kizárás |

### Előfutamok
| Helyezés | Név                                | Nemzet              | Idő      | Mj       |
| 1. futam | 1. futam                           | 1. futam            | 1. futam | 1. futam |
| -------- | ---------------------------------- | ------------------- | -------- | -------- |
| 1.       | Martin Hollstein Andreas Ihle      | Németország (GER)   | 3:15,987 | QF       |
| 2.       | Kim Knudsen René Poulsen           | Dánia (DEN)         | 3:18,709 | QF       |
| 3.       | Cyrille Carré Philippe Colin       | Franciaország (FRA) | 3:18,968 | QF       |
| 4.       | Kevin De Bont Bob Maesen           | Belgium (BEL)       | 3:21,604 | QS       |
| 5.       | Sen Csie Huang Cse-peng            | Kína (CHN)          | 3:26,443 | QS       |
| 6.       | José Ramos Gabriel Rodríguez       | Venezuela (VEN)     | 3:31,569 | QS       |
|          | Anders Gustafsson Markus Oscarsson | Svédország (SWE)    | –        | DSQ      |
| 2. futam |                                    |                     |          |          |
| 1.       | Kammerer Zoltán Kucsera Gábor      | Magyarország (HUN)  | 3:17,636 | QF       |
| 2.       | Andrea Facchin Antonio Scaduto     | Olaszország (ITA)   | 3:18,897 | QF       |
| 3.       | Mike Walker Steven Ferguson        | Új-Zéland (NZL)     | 3:19,167 | QS       |
| 4.       | Krists Straume Kristaps Zalupe     | Lettország (LAT)    | 3:23,198 | QS       |
| 5.       | Mika Hokajärvi Kalle Mikkonen      | Finnország (FIN)    | 3:23,475 | QS       |
| 6.       | Steven Jorens Ryan Cuthbert        | Kanada (CAN)        | 3:29,037 | QS       |
|          | Marius Kujawski Adam Seroczyński   | Lengyelország (POL) | 3:18,282 | DSQ      |

### Elődöntő
| Helyezés | Név                            | Nemzet           | Idő      | Mj |
| -------- | ------------------------------ | ---------------- | -------- | -- |
| 1.       | Krists Straume Kristaps Zalupe | Lettország (LAT) | 3:23,408 | QF |
| 2.       | Mike Walker Steven Ferguson    | Új-Zéland (NZL)  | 3:23,511 | QF |
| 3.       | Sen Csie Huang Cse-peng        | Kína (CHN)       | 3:24,031 | QF |
| 4.       | Kevin De Bont Bob Maesen       | Belgium (BEL)    | 3:24,148 |    |
| 5.       | Steven Jorens Ryan Cuthbert    | Kanada (CAN)     | 3:26,635 |    |
| 6.       | Mika Hokajärvi Kalle Mikkonen  | Finnország (FIN) | 3:27,018 |    |
| 7.       | José Ramos Gabriel Rodríguez   | Venezuela (VEN)  | 3:27,423 |    |

### Döntő
| Helyezés | Név                              | Nemzet              | Idő      | Mj  |
| -------- | -------------------------------- | ------------------- | -------- | --- |
| Arany    | Martin Hollstein Andreas Ihle    | Németország (GER)   | 3:11,809 |     |
| Ezüst    | Kim Knudsen René Poulsen         | Dánia (DEN)         | 3:13,580 |     |
| Bronz    | Andrea Facchin Antonio Scaduto   | Olaszország (ITA)   | 3:14,750 |     |
| 4.       | Kammerer Zoltán Kucsera Gábor    | Magyarország (HUN)  | 3:15,049 |     |
| 5.       | Mike Walker Steven Ferguson      | Új-Zéland (NZL)     | 3:15,329 |     |
| 6.       | Cyrille Carré Philippe Colin     | Franciaország (FRA) | 3:16,532 |     |
| 7.       | Krists Straume Kristaps Zalupe   | Lettország (LAT)    | 3:19,387 |     |
| 8.       | Sen Csie Huang Cse-peng          | Kína (CHN)          | 3:22,058 |     |
|          | Marius Kujawski Adam Seroczyński | Lengyelország (POL) | 3:14,828 | DSQ |

- Dopping: Adam Seroczyński A és B mintája is pozitív volt, ezért utólag kizárták a lengyel egységet.[1]